# Elogio de Helena
El Elogio de Helena (Ελένης Εγκώμιον) es un discurso de Gorgias de Leontinos. Pertenece la madurez de su obra, pues en él se sirve de recursos oratorios ya muy desarrollados. Guthrie trae a colación, como nota al pie de página, que varios autores como H. Gomperz, Schmid y Understein admiten su autenticidad. También dice Guthrie que Preuss data el elogio en el año 414, poco antes de la Helena de Eurípides, por lo que se considera que ha tenido cierta influencia sobre esa tragedia. Gorgias, como hacían todas las escuelas retóricas de su época, toma en este discurso un tema mítico, sin romper del todo con la tradición, aunque cambie casi radicalmente su contenido. Luego, su discípulo Isócrates se verá influido por este discurso cuando deba pronunciar el suyo propio (también, Elogio de Helena).
El autor pretende demostrar con una fuerte vena de ironía la inocencia de Helena, imputada como culpable de la Guerra de Troya, argumentando que fue raptada contra su voluntad pero no con violencia, sino a través del poder ejercido sobre ella por las palabras de su seductor, o por la fuerza que ejerce el decreto divino, o por la seducción y la atracción que operan el amor, o bien por la fuerza del raptor. En cualesquiera de los casos, ella es inocente.

## Contenido
El elogio comienza con afirmaciones tajantes, rondando todas la armonía. De modo que armonía “para un cuerpo es la belleza; para un espíritu, la sabiduría”; y así prosigue hasta llegar a la justificación de su discurso, de la siguiente manera:
“Un hombre y una mujer y un discurso y una empresa y una ciudad, cuando sus acciones merecen alabanza, deben ser con alabanzas honrados, mas, si indignos de ellas, con censuras atacados”.
De modo que, al censurársele a Helena la causa de las desgracias de los argivos, como de hecho era tradición, había que hacer justicia y devolverle el honor que las generaciones le habían arrebatado. Dice el orador:
“Yo, en cambio, quiero, poniendo algo de razón en la tradición, librarla de la mala fama de que se la acusa, tras haber demostrado que mienten quienes la censuran y, mostrando la verdad, poner fin a la ignorancia”.
Luego, el discurso se enfoca en la persona de Helena, relatando su estirpe y encomiando su belleza, codiciada por tantos guerreros, sabios y ricos. Después, apuntando ya al meollo del discurso, agrega:
“Saltando ahora sobre el tiempo aquel con mis palabras, procederé al fundamento del discurso que aguarda y presentaré las causas por las cuales era natural que aconteciera la partida de Helena para Troya. O bien por una decisión del azar y orden de los dioses y decreto de la necesidad actuó como actuó, o bien raptada por la fuerza o persuadida por las palabras, o presa del amor”.
Y pasa, por consiguiente, a desarrollar los cuatro posibles:
Para el primero, arguye que “merece ser acusado el que es habitualmente acusado. Porque es imposible impedir el deseo de un dios con la previsión humana. Ya que por naturaleza no puede lo más fuerte verse impedido por lo más débil, sino lo más débil ser dominado y regido por lo más fuerte y que lo más fuerte vaya delante y lo más débil le siga. Y los dioses son algo más fuerte que el hombre por su violencia, su sabiduría y sus demás facultades. Si hay, pues, que atribuir la culpa al azar y a los dioses, hay que liberar a Helena de la infamia”.
Para el segundo, dice que si fue raptada con violencia, es evidente que la víctima no lleva culpa, sino que el que obró tal injusticia merece ser el culpable. Entonces, es justo que uno se compadezca de Helena y, en cambio, odie al raptor.
Para el tercero, Gorgias se detiene un poco más, con el objeto de analizar el poder de la palabra (que bien lo conocía) y poder, a la postre, proseguir. Dice, entonces: “La palabra es un poderoso soberano que, con un cuerpo pequeñísimo y completamente invisible, lleva a cabo obras sumamente divinas, Puede, por ejemplo, acabar con el miedo, desterrar la aflicción, producir la alegría o intensificar la compasión”. Asimismo ocurre con la poesía y con el arte de encantamiento por palabras, que, al parecer, el orador ejercitaba, siguiendo de este modo la tradición de Empédocles, su maestro. Y, al fin, concluye así: “Pues la palabra que persuade al alma obliga, precisamente a esta alma a la que persuade, a dejarse convencer por lo que se dice y aprobar lo que se hace. En consecuencia, quien la persuadió, en cuanto la sometió a la necesidad, es el culpable. Ella, en cambio, en cuanto obligada por la necesidad de la palabra, goza erróneamente de mala fama”.
Para lo cuarto, esgrime el orador el argumento del amor: “Por tanto, si el ojo de Helena, complacido con el cuerpo de Alejandro, provocó a su alma afán y deseo de amor, ¿qué puede haber de extraño en ello? Si amor es un dios, ¿cómo podría ser capaz de apartar y repeler la potencia divina de los dioses quien es inferior a ellos? Y si se trata de una enfermedad humana y de un desvarío de la mente, no debe, en tal caso, ser censurado como una falta, sino considerado un infortunio”.
¿Cómo se le puede entonces reprochar la causa de la desgracia a esta mujer, quien, enamorada o persuadida por la palabra o raptada por la fuerza u obligada por la necesidad divina, obró como obró? En cualquiera de los casos queda libre de la acusación.
Gorgias, finalmente, después de concluir, justifica lo dicho del siguiente modo:
“Eliminé con este discurso el deshonor de una mujer, me mantuve en la norma que había establecido al iniciar el discurso. Intenté abolir la injusticia del vituperio y la nescencia de la opinión. Quise escribir este discurso como un elogio de Helena, como un juego para mí”.
Y, como puede verse, triunfa en él el arte oratorio sofístico, que puede tomar verdad por error y viceversa. Pues bien, este discurso fue un juego para el eximio orador.